# Aurel-George Mohan
Aurel-George Mohan (n. 27 aprilie 1983) este un senator român, ales în 2024 din partea PSD. Mohan este un medic primar neurochirurg, profesor universitar și politician român. Este ales în circumscripția electorală nr. 5 Bihor. Este cunoscut pentru activitatea sa în domeniul neurochirurgiei, contribuțiile academice și implicarea în comisiile parlamentare dedicate sănătății și regulamentului.

## Experiență Profesională
- Senator, Senatul României Decembrie 2024 – Prezent  Activează ca senator în Senatul României, contribuind la activități legislative.
- Director, Departamentul de Discipline Chirurgicale Octombrie 2023 – Prezent  Universitatea din Oradea, Facultatea de Medicină și Farmacie, Departamentul de Discipline Chirurgicale. Supraveghează activitățile academice și administrative ale departamentului.
- Consilier Onorific al Ministrului Sănătății Iunie 2023 – Prezent  Ministerul Sănătății, România. Oferă consultanță de specialitate în domeniul politicilor de sănătate.
- Consilier Personal al Ministrului Sănătății Februarie 2023 – 16 Iunie 2023  Ministerul Sănătății, România. A oferit consiliere directă ministrului în probleme legate de sănătate.
- Secretar de Stat, Ministerul Sănătății Ianuarie 2022 – Februarie 2023  Ministerul Sănătății, România. A ocupat o poziție administrativă superioară, contribuind la dezvoltarea și implementarea politicilor de sănătate.
- Profesor Universitar Martie 2022 – Prezent  Universitatea din Oradea, Facultatea de Medicină și Farmacie, Departamentul de Discipline Chirurgicale. Predă și efectuează cercetări în domeniul disciplinelor chirurgicale.
- Medic Primar Neurochirurg Octombrie 2021 – Prezent  Spitalul Clinic Județean de Urgență Bihor. Realizează intervenții chirurgicale neurologice complexe.
- Conferențiar Universitar Octombrie 2019 – Februarie 2022  Universitatea din Oradea, Facultatea de Medicină și Farmacie, Departamentul de Discipline Chirurgicale. A fost implicat în predare și cercetare academică.
- Medic Șef/Coordonator Bloc Operator Staționar 1 Aprilie 2016 – Prezent  Spitalul Clinic Județean de Urgență Bihor. Gestionează operațiunile și coordonarea unității chirurgicale.
- Șef de Lucrări Februarie 2016 – Septembrie 2019  Universitatea din Oradea, Facultatea de Medicină și Farmacie, Departamentul de Discipline Chirurgicale. A susținut cursuri și a supravegheat studenți.
- Medic Specialist Neurochirurg Octombrie 2015 – Septembrie 2021  Spitalul Clinic Județean de Urgență Bihor. A oferit îngrijiri specializate în neurochirurgie.
- Asistent Universitar Octombrie 2015 – Februarie 2016  Universitatea din Oradea, Facultatea de Medicină și Farmacie, Departamentul de Discipline Chirurgicale. A sprijinit instruirea și cercetarea academică.
- Preparator Universitar 2009 – Septembrie 2015  Universitatea din Oradea, Facultatea de Medicină și Farmacie, Departamentul de Chirurgie. A asistat în activități de predare și pregătire academică.
- Medic Rezident Neurochirurg 2009 – 2015  Spitalul Clinic Județean de Urgență Bihor. A urmat pregătirea de specialitate în neurochirurgie.

## Educație și Formare
- Diplomă de Medic Primar Neurochirurg Octombrie 2021 – Prezent  Spitalul Clinic Județean de Urgență Bihor. Studii medicale de specialitate în neurochirurgie.
- Diplomă de Medic Specialist Neurochirurg 2009 – 2015  Spitalul Clinic Județean de Urgență Bihor. Studii medicale de specialitate în neurochirurgie.
- Diplomă de Doctor în Medicină 2009 – 2014  Universitatea de Medicină și Farmacie „Carol Davila” București. Studii postuniversitare de doctorat.
- Diplomă de Master în Management European Sănătate Publică 2009 – 2011  Universitatea din Oradea, Facultatea de Medicină și Farmacie. Studii postuniversitare de masterat.
- Diplomă de Master în Management 2007 – 2009  Universitatea din Oradea, Facultatea de Inginerie Electrică și Tehnologia Informației. Studii postuniversitare de masterat.
- Diplomă de Licență – Medic 2002 – 2008  Universitatea din Oradea, Facultatea de Medicină și Farmacie. Studii universitare de licență.
- Diplomă de Inginer 2002 – 2007  Universitatea din Oradea, Facultatea de Inginerie Electrică și Tehnologia Informației. Studii universitare de licență.

## Informații Suplimentare
- Limba maternă: Română
- Limbi străine cunoscute:
  - Engleză
  - Germană